# Kunama
Kunama su etnička grupa iz Eritreje. Jedna su od najmalobrojnijih etničkih skupina u Eritreji, sačinjava samo 2% stanovništva te države. Oko 80% Kunama živi u Eritreji. Većina od oko 260 000 Kunama živi u udaljenom i izoliranom području između rijeka Gash i Setit, blizu granice s Etiopijom. Kunama imaju drevno porijeklo u zemlji Eriteji. Etiopsko-eritrejski rat (1998. – 2000.) Prisilio je oko 4.000 Kunama da napuste svoje domove i izbjegnu u Etiopiju. Kao izbjeglice, borave u nestabilnoj regiji tik uz graniceu s Eritrejom i u blizini spornog pograničnog sela Badme. Međutim, u popisu stanovništva Etiopije iz 2007. godine, broj Kunama u regiji Tigraj smanjio se na 2.976, dok je preostalih 2.000 pripadnika ove etničke skupine prešlo u druge regije Etiopije.

## Demografija
Kunama govore kunamski jezik, koji pripada nilsko-saharskoj obitelji i usko je povezan s jezikom Nara. Iako neki Kunama još uvijek prakticiraju tradicionalna vjerovanja, većina je prihvatila kršćanstvo i islam. Plodne ravnice Gash-Setita, u regiji Gash-Barka, u kojoj žive Kunama, ponekad se nazivaju "žitnicom Eritreje". Nekada nomadski, danas su poljoprivrednici i pastoralisti. Povijesno gledano, Kunamama su dominirale druge etničke skupine i oni su često tjerani iz svojih tradicionalnih područja. Službena politika vlade Eritreje je da je sve zemljište u državnom vlasništvu i da vlada potiče velika trgovačka gospodarstva. Kunami su naseljeni poljoprivrednici i pastoralisti koji žive uglavnom od stoke. Oni su matrijarhalni s istaknutom ulogom žena. Prema njihovom društvenom sustavu, dijete je član kunamskog društva samo ako je njegova majka Kunama, a rodbina je priznata samo s majčine strane. Kunami su jezično i kulturološki usko povezani s narodom Nara iz Eritreje.

## Mediji
Nagrađivani dokumentarni film Home Across Lands  je kronika putovanja novopristiglih izbjeglica Kunama, dok nastoje postati samostalni u svom novom domu. 